# Заяць Михайло Степанович
Миха́йло Степа́нович За́яць (нар. 27 жовтня 1927, с. Раково, Закарпаття, Чехословаччина — пом. 26 квітня 2015, с. Санжійка, Овідіопольський район, Одеська область, Україна) — живописець і художник кіно.
З 1957 року — співробітник Одеської студії художніх фільмів — художник-постановник п'ятнадцяти художніх фільмів. З 1976 року в творчому плані відданий живопису — автор більше 300 живописних робіт. Член Національної спілки кінематографістів України. Почесний член Національної спілки художників України.

## Життєпис

### Дитинство і юність
Народився 27 жовтня 1927 року в українському селі Раково, що на той час входило до складу Чехословаччини. Батько, працюючи три роки помічником у цигана, вивчився на коваля. Коли Михайлові було 10 років переїхали ближче до Ужгорода, в маленьке село Підгорб, побудували невеличку хату і кузню. Малий Михайло по можливості допомагав батькові: «Батько бив своїм молотом, а я — своїм. Пригадую, як іскри сипалися і все довкола аж палало. Кували вози, сани, підковували коней. Взимку підкови були із гаками, аби коні не ховзалися». Коли прийшла радянська влада, люди зустріли її прихильно, але «… коли почалися колгоспи, переслідування віри, то народ вже був невдоволений. У нас, до речі, теж відібрали кузню».
В 1942 році Михайло вступив до учительської семінарії. Але провчився там лише два роки. Великий вплив мали на Михайла брати його матері, які часто в них гостювали. Вони закінчили Ужгородську вчительську семінарію, де був директором майбутній президент Карпатської України Августин Волошин Михайлу Зайцю на той час було вже 19 років. Живопис викладав Ерделі, рисунок — Манайло, композицію — Контратович, монументальне мистецтво — Йосип Бокшай. Вчителями по фаху у Михайла Зайця були А. Ерделі та Йосип Бокшай. Вони були засновниками цього училища і, як потім виявилось, засновниками закарпатської школи художників. За їх спиною був багаторічний досвід навчання та творення в мистецькому середовищі Паризької, Берлінської, Празької і Будапештської шкіл художників. Цей свій досвід, своє вміння вони з великим бажанням віддавали своїм студентам. Михайло Заяць закінчив училище на відмінно і зробив спробу продовжити вчитися на живописця у Львові але не поступив — на 5 місць живописців претендувало 70 чоловік. Йому запропонували викладати в рідному училищі. Так він став колегою всіх закарпатських корифеїв. Викладав на першому курсі живопис.

### Навчання в Москві
В 1952 році Михайло Заяць робить спробу, без великої надії, вступити у Москві у Всесоюзний державний інститут кінематографії. Два роки підробляв кочегаром у дитячому будинку. Доводилося пропускати деякі пари, але викладачі ставилися з розумінням. Згодом працював лаборантом при кафедрі живопису. Там була каптерка з фарбами, полотнами, пензлями. Ніхто зі студентів нічого не купував. Усе видавалося інститутом. З навчальної групи (15 чоловік) тільки одиниці працювали потім в кіно. Найуспішніший — Русаков. Він був художником мультфільму «Ну, постривай!». Михайло Заяць бачив себе тільки в класичному живописі — зіграла свою роль школа Ерделі, а також викладачі, відомі художники, лауреати сталінських премій, професор Піменов, завкафедрою живопису Федір Богородський, професор Шигаль та інші. Учився  Михайло Заяць добре.  Дипломну роботу зробив по сценарію фільму про Олексу Довбуша. Навіть спеціально їздив у Карпати. Ескізи головних сцен ще до недавнього зберігалися у нього. В інституті в професійному плані підготовка художників була ґрунтовною. Кафедра декоративного оформлення фільму, де роботу студентів визначала специфіка теми, епохи, стилістика режисерського і операторського задуму, давала знання і уміння в ширшому плані, тут підтримувалась творча свобода. Ескізи до фільмів і спектаклів розглядались як роботи, які мають самостійну художню цінність. Одночасно в молодих художників виховувалось почуття відповідальності за колективну роботу. Спілкування з цікавими людьми, чаювання в майстерні професора Шигаля — все це формувало молодого художника. Навчання у ВДІКу, за словами Михайла Степановича, дало: «Гігантський запас знань. А які в нас були викладачі! Ми ходили на виставки в Академію мистецтв, Пушкінський музей, Третьяковську галерею. В інституті була пречудова мистецька бібліотека».

### Творча діяльність

#### Художник кіно
Михайло Заяць працював з легендами радянського кіно — режисерами Станіславом Говорухіним та Кірою Муратовою, акторами Володимиром Висоцьким, Арменом Джигарханяном, Людмилою Гурченко, народним артистом СРСР Дмитром Омеляновичем Мілютенко та іншими. Після закінчення в 1957 році інституту, Заяць одержав направлення на Одеську кіностудію. Спочатку працював у молодого режисера Всеволода Вороніна асистентом художника-постановника в картині «Карбидка старого Железняка». Потім був художником-постановником 14 повнометражних художніх фільмів Одеської кіностудії.
Це був час розквіту Одеської кіностудії. Всі спеціалісти були загружені, від фільму до фільму простоїв не було. «Іноземка», «Наш чесний хліб», «Людина грає на трубі», «Шторм». Працював з Кірою і Олександром Муратовими, з Вадимом Костроменко, іншими режисерами. Найсвітліші спогади зберігає художник про зйомки фільмів «Вертикаль» і «Білий вибух». Режисер Станіслав Говорухін, інтелектуал, який умів мобілізувати всю творчу групу, вніс в атмосферу фільмів нове дихання, а в атмосферу роботи над фільмами — дружелюбність і гумор. Нерідко, коли кіногрупа ще спала міцним сном, Михайло йшов в облюбоване місце, робив зарисовки, писав маслом. Майже 20 років віддав Михайло Степанович кіно. Але все ж, в 1975 році, покинув студію, роботу над фільмами. Сам художник пояснює своє рішення тим, що приходилось робити фільми по «соцзаказу», де якість сценарію визначалась тільки «потрібною» темою, а про художні якості говорити не приходилось. 

#### Фільмографія
Асистент художника-постановника художнього фільму
- «Карбидка старого Железняка»

Художник-постановник художніх фільмів
- «На зеленій землі моїй» (1959),
- «Мрії збуваються» (1959),
- «Повернення» (1960),
- «Дивак-людина» (1962),
- «Таємниця» (1963),
- «Наш чесний хліб» (1964),
- «Іноземка» (1965),
- «Вертикаль» (1966),
- «Товариш пісня» (1966),
- «Випадок зі слідчої практики» (1968),
- «Білий вибух» (1969),
- «...А людина грає на трубі» (1970),
- «Море нашої надії» (1971, художник-постановник телевізійного фільму)
- «Причал» (1973).

#### Художник-живописець
Він покинув Одесу. Оселився в селі біля моря. Прийшлось будувати і нове житло і нову сім'ю. «Моя творчість дуже нестабільна. Весь час ривками, через життєві обставини. Але це є і відображення мого характеру. Я малюю експромтом, на одному диханні. І тому мої роботи такі свіжі. Я художник першого погляду, перших вражень, емоцій. Люблю і пейзаж, і портрет, і натюрморт. Я ніколи не орієнтувався на продаж чи на споживача. Завжди малював для себе, в своє задоволення».
Підтримували і допомагали старі і нові друзі. Імпровізовані виставки проводив для друзів, для молодих художників. У своєму будинку, у своєму дворі, у невеликих приміщеннях. Перша велика персональна виставка відбулася тільки в 73 роки. Картини зайняли весь величезний зал Союзу художників. Друга велика оновлена персональна виставка робіт Михайла Зайця «Мої полотна чекали свого часу» відкрилась в Іллічівську (нині — Чорноморськ). Так художник відзначив своє вісімдесятиріччя.

## Ювілей
- Вісімдесяти п'ятилітній ювілей Заяця М. С. відзначений вітаннями представників влади, спілки кінематографістів та окремих діячів кіно, художників, журналістів, кінознавців, письменників та інших шанувальників митця.
- В Ужгороді у музеї імені Й. Й. Бокшая (вчителя Заяця М. С.) відкрито персональну виставку картин Заяця М. С.
- Узгоджено рішення (митця і дирекції галереї) про передачу десяти найкращих картин Заяця М. С., як подарунок, Ужгородській картинній галереї.
- 18 лютого-4 березня 2013 року в Одеському художньому музеї відбулася виставка М. С. Зайця, присвячена 85-річчю від дня його народження.

## Призи та нагороди
Почесний член Національної спілки художників України. (2010 рік)